# هوت لوكيون
هوت لوكيون (بالفرنسية: Haut-Loquin)‏ هي بلدية تقع في إقليم باد كاليه من منطقة نور با دو كاليه في شمال فرنسا. تبلغ مساحة هذه المدينة 5.47 (كم²)، وترتفع عن سطح البحر 110 م، يبلغ عدد سكانها 133 نسمة حسب إحصاء المعهد الوطني للإحصاء والدراسات الاقتصادية سنة 2009 م. وترأس Gilbert Regnault البلدية خلال فترة (2008-2014).